# Chodoriw
Chodoriw (ukr. Ходорів) – wieś na Ukrainie, w obwodzie kijowskim, w rejonie obuchowskim, w hromadzie Rzyszczów, nad Zbiornikiem Kaniowskim. W 2001 roku liczyła 155 mieszkańców.